# ハージティ・アンドラーシュ

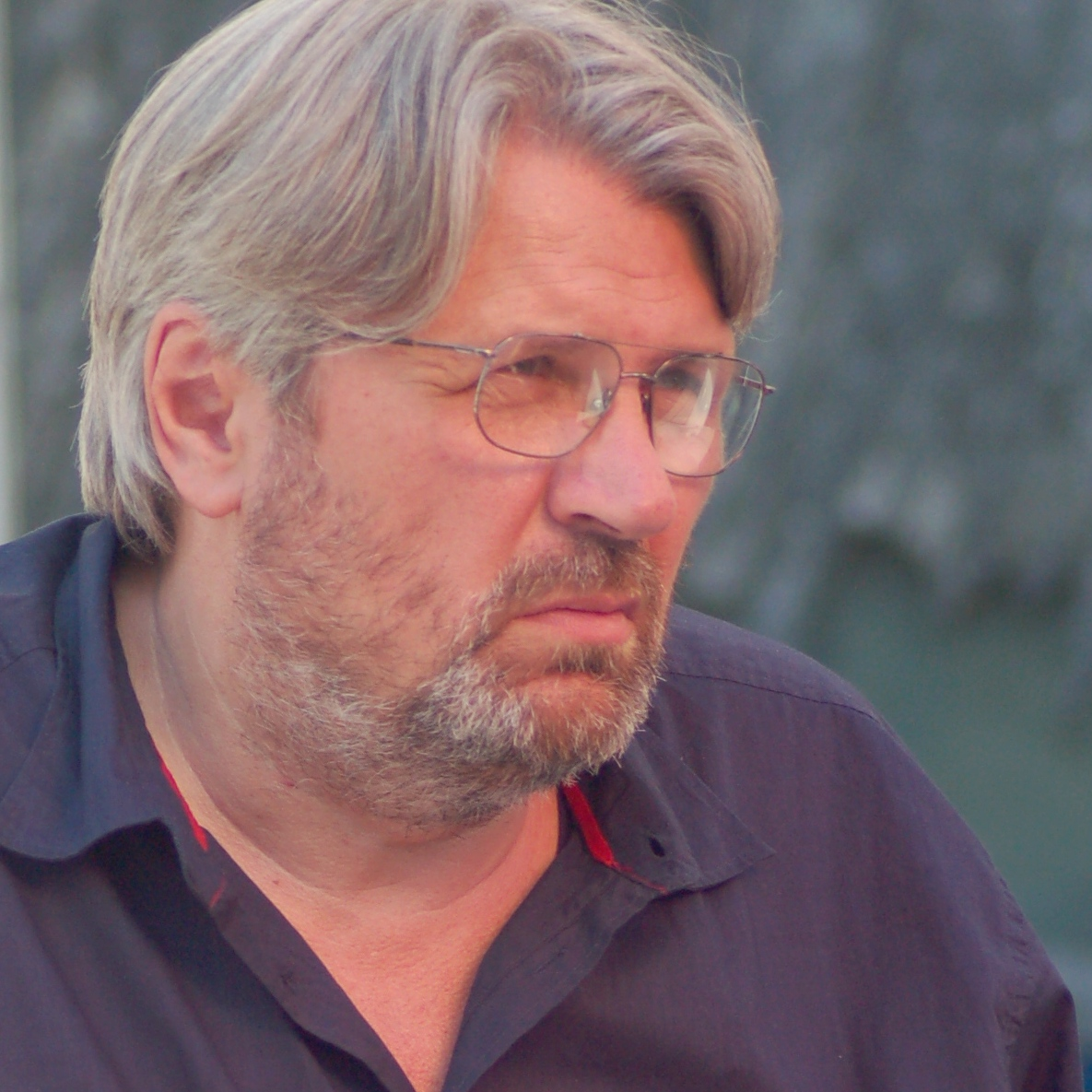
50代半ばのハージティ（2011年）

ハージティ・アンドラーシュ（Hargitay András、1956年3月17日 - ）は、ハンガリー・ブダペスト出身の元男子競泳選手。1972年ミュンヘンオリンピック400m個人メドレーの銅メダリストであり、同種目の元世界記録保持者。個人メドレーで3度の世界選手権チャンピオン、2度のヨーロッパ選手権チャンピオンに輝き、バタフライでもヨーロッパ選手権チャンピオンに輝いた選手である。

## 経歴
1972年8-9月、ミュンヘンで開催されたオリンピックに16歳で出場。400m個人メドレーでは予選1組目で4分37秒51のオリンピック新及びハンガリー新記録を樹立したが、2組目のグンナル・ラーションがオリンピック記録を4分34秒99に更新した。迎えた決勝では予選のハンガリー記録を大幅に更新する4分32秒70をマークし、4分31秒98のオリンピック新記録（当時）を樹立したグンナル・ラーションとティム・マッキーに次いで銅メダルを獲得した。この銅メダルはハンガリーにとって16年ぶりとなるオリンピック競泳競技のメダルとなった。
1973年9月、ベオグラードで開催された第1回世界選手権に出場。400m個人メドレー決勝で大会新及びヨーロッパ新記録（当時）の4分31秒11をマークし、2位のロッド・ストラカンに2秒39の差をつけて初の世界タイトルを獲得した。また、これはハンガリーが世界選手権で獲得した最初の金メダルとなった。
1974年8月、ウィーンで開催されたヨーロッパ選手権に出場し、200mバタフライと400m個人メドレーの2冠を達成した。400m個人メドレー決勝でマークした4分28秒89は、アメリカのゲーリー・ホール・シニアが保持していた世界記録（4分30秒81）を2年ぶりに塗り替えるタイムであり、この世界記録は1976年4月に同じハンガリー人のベラスト・ゾルターンが4分26秒00をマークするまで保持された。
1975年7月、カリで開催された世界選手権に出場し、個人メドレー2冠（200m・400m）を達成した。200m個人メドレーは2分7秒72の大会新記録（当時）を樹立したものの、2位のスティーブ・ファーニスとは0秒03差という僅差での勝利だったが、400m個人メドレーは2位に3秒07の差をつける圧勝だった。
1976年7月、モントリオールで開催されたオリンピックに出場。400m個人メドレーでは、世界新記録（当時）で優勝したロッド・ストラカン（4分23秒68）、ティム・マッキー（4分24秒62）、アンドレイ・スミルノフ（4分26秒90）に次ぐ4位に終わり、0秒23差で2大会連続のメダルを逃した。
1978年8月、西ベルリンで開催された世界選手権に出場。400m個人メドレーでは、世界新記録（当時）で優勝したジェシー・バサロ（4分20秒05）、セルゲイ・フェセンコ（4分22秒29）に次ぐ3位に入り、3連覇は逃したものの3大会連続のメダルを獲得した。
1980年7月、モスクワで開催されたオリンピックの400m個人メドレーに出場。2大会ぶりのメダルがかかった決勝では、オリンピック新記録（当時）を樹立したアレクサンドル・シドレンコ（4分22秒89）、セルゲイ・フェセンコ（4分23秒43）、ベラスト・ゾルターン（4分24秒24）に次ぐ4位に終わり、0秒24差でメダルを逃した。
現役中に獣医師になることを決意し、しばらくは大学と水泳を両立していたが、トレーニング中にダルニュイ・タマスに負けたことがきっかけとなり、1982年に現役を引退した。
獣医師の傍ら、1988年ソウルオリンピックと2016年リオデジャネイロオリンピックで水泳ハンガリー代表のヘッドコーチを務めた。
2008年に国際水泳殿堂入りを果たした。

## 主要国際大会の成績
世界水泳連盟のウェブサイトなど参照
| 年             | 大会                      | 場所             | 種目                 | 結果           | 記録           | 泳順           | 備考                     |
| ハンガリー代表 | ハンガリー代表            | ハンガリー代表   | ハンガリー代表       | ハンガリー代表 | ハンガリー代表 | ハンガリー代表 | ハンガリー代表           |
| -------------- | ------------------------- | ---------------- | -------------------- | -------------- | -------------- | -------------- | ------------------------ |
| 1969           | ヨーロッパ ジュニア選手権 | ウィーン         | 200m平泳ぎ           | 金メダル       | 2分38秒2       |                |                          |
| 1969           | ヨーロッパ ジュニア選手権 | ウィーン         | 200m個人メドレー     | 金メダル       | 2分21秒5       |                |                          |
| 1970           | ヨーロッパ選手権          | バルセロナ       | 1500m自由形          | 7位            | 17分21秒10     |                |                          |
| 1970           | ヨーロッパ選手権          | バルセロナ       | 400m個人メドレー     | 6位            | 4分45秒40      |                |                          |
| 1971           | ヨーロッパ ジュニア選手権 | ロッテルダム     | 100m自由形           | 金メダル       | 55秒8          |                |                          |
| 1971           | ヨーロッパ ジュニア選手権 | ロッテルダム     | 400m自由形           | 金メダル       | 4分15秒2       |                |                          |
| 1971           | ヨーロッパ ジュニア選手権 | ロッテルダム     | 100m平泳ぎ           | 銅メダル       | 1分11秒0       |                |                          |
| 1971           | ヨーロッパ ジュニア選手権 | ロッテルダム     | 200m平泳ぎ           | 金メダル       | 2分33秒3       |                |                          |
| 1971           | ヨーロッパ ジュニア選手権 | ロッテルダム     | 100mバタフライ       | 金メダル       | 58秒7          |                |                          |
| 1971           | ヨーロッパ ジュニア選手権 | ロッテルダム     | 200mバタフライ       | 金メダル       | 2分08秒1       |                |                          |
| 1971           | ヨーロッパ ジュニア選手権 | ロッテルダム     | 200m個人メドレー     | 金メダル       | 2分14秒1       |                |                          |
| 1972           | オリンピック              | ミュンヘン       | 200mバタフライ       | 6位            | 2分04秒69      |                |                          |
| 1972           | オリンピック              | ミュンヘン       | 200m個人メドレー     | 5位            | 2分09秒66      |                |                          |
| 1972           | オリンピック              | ミュンヘン       | 400m個人メドレー     | 銅メダル       | 4分32秒70      |                | ハンガリー記録           |
| 1972           | オリンピック              | ミュンヘン       | 4x100mメドレーリレー | 予選8位        | 3分59秒86      | 3泳            | 予選のみ出場             |
| 1973           | 世界選手権                | ベオグラード     | 200mバタフライ       | 6位            | 2分04秒10      |                |                          |
| 1973           | 世界選手権                | ベオグラード     | 200m個人メドレー     | 4位            | 2分09秒52      |                |                          |
| 1973           | 世界選手権                | ベオグラード     | 400m個人メドレー     | 金メダル       | 4分31秒11      |                | ヨーロッパ記録、大会記録 |
| 1974           | ヨーロッパ選手権          | ウィーン         | 200mバタフライ       | 金メダル       | 2分03秒08      |                |                          |
| 1974           | ヨーロッパ選手権          | ウィーン         | 200m個人メドレー     | 銅メダル       | 2分09秒08      |                |                          |
| 1974           | ヨーロッパ選手権          | ウィーン         | 400m個人メドレー     | 金メダル       | 4分28秒89      |                | 世界記録                 |
| 1975           | 世界選手権                | カリ             | 200mバタフライ       | 予選9位        | 2分06秒57      |                |                          |
| 1975           | 世界選手権                | カリ             | 200m個人メドレー     | 金メダル       | 2分07秒72      |                | 大会記録                 |
| 1975           | 世界選手権                | カリ             | 400m個人メドレー     | 金メダル       | 4分32秒57      |                |                          |
| 1976           | オリンピック              | モントリオール   | 200mバタフライ       | 予選20位       | 2分06秒20      |                |                          |
| 1976           | オリンピック              | モントリオール   | 400m個人メドレー     | 4位            | 4分27秒13      |                |                          |
| 1977           | ヨーロッパ選手権          | ヨンショーピング | 200m個人メドレー     | 金メダル       | 2分06秒82      |                |                          |
| 1977           | ヨーロッパ選手権          | ヨンショーピング | 400m個人メドレー     | 4位            | 4分31秒96      |                |                          |
| 1977           | ユニバーシアード          | ソフィア         | 400m個人メドレー     | 金メダル       | 4分32秒91      |                |                          |
| 1978           | 世界選手権                | 西ベルリン       | 200m個人メドレー     | 予選9位        | 2分09秒22      |                |                          |
| 1978           | 世界選手権                | 西ベルリン       | 400m個人メドレー     | 銅メダル       | 4分27秒04      |                |                          |
| 1980           | オリンピック              | モスクワ         | 400m個人メドレー     | 4位            | 4分24秒48      |                |                          |